# Melibe viridis

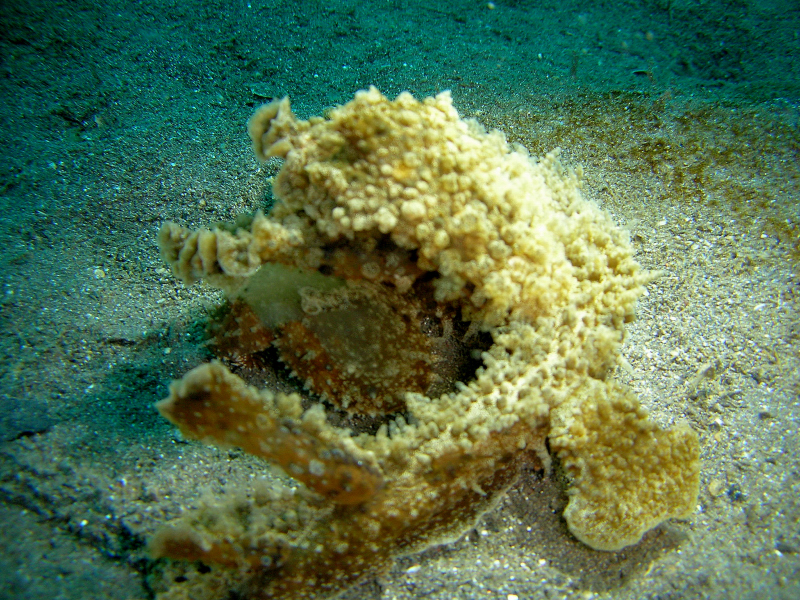
Melibe viridis no fundo do mar.

Melibe viridis é um tipo de lesma do mar mais frequentemente encontrada no no mar Mediterrâneo, no mar Vermelho e perto da costa de Moçambique.

## Características

### Anatomia

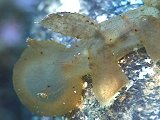
Detalhe da cabeça de um melibe viridis - sua via de alimentação.

O melibe viridis pode chegar a medir até 12 centímetros. O animal possui 13 pernas que são similares aos tentáculos de um polvo. Sua cabeça é de aparência gelatinosa e transparente. A cabeça do melibe viridis é utilizada como via de alimentação, a lesma estende sua cabeça no fundo do mar como uma rede de pesca, e, na sequência, a contrai com a presa dentro.

### Alimentação
O melibe viridis se alimenta de crustáceos e pequenos caranguejos.